# 片山芳宏
片山 芳宏（かたやま よしひろ、1957年〈昭和32年〉11月10日 - ）は、広島県出身の日本の外交官。
1980年外務省入省後、本省、在外公館のポストを経た後、2020年1月から2022年12月まで駐モルドバ大使を務め、2022年12月に退官した。

## 略歴
- 1979年　外務省専門職員採用試験合格
- 1980年3月　立命館大学経済学部卒業
- 1980年4月　外務省入省
- 2004年8月　在ウクライナ日本国大使館 一等書記官
- 2008年2月　在ルーマニア日本国大使館 一等書記官
- 2013年1月　国際協力局地球環境課企画官
- 2014年3月　総合外交政策局安全保障政策課海上安全保障政策室長
- 2016年7月　在ケニア日本国大使館 参事官
- 2020年1月　モルドバ国駐箚 特命全権大使
- 2022年12月　依願免職
- 2023年5月　ピースウィンズ・ジャパン上席顧問[2]

## 著書
- 『モルドバ大使からの報告』ザメディアジョン 2023年